# Sketchbook
『sketchbook（スケッチブック）は、風味堂の2枚目のインディーズミニアルバム。2003年12月10日に力塾から発売された。

## 概要
発売当時はグループが無名だったこともあり、チャート記録等は残っていない。また、メジャーデビュー後も生産は継続されているために即時廃盤とはなっていない。

## 収録曲
1. アスファルト人生
2. エクスタシー
この曲のリメイク版「真夏のエクスタシー」はシングルとして発売されている他、メジャー1stアルバム風味堂にも収録されている。
3. 夜空を見上げて
4. 車窓
5. 涙をふいて

## 演奏[1]
- 渡和久：Vocal, Acoustic Piano
- 中富雄也：Drums, Chorus
- 鳥口マサヤ：Electric Bass, Chorus